# Lithocarpus handelianus
Lithocarpus handelianus A.Camus – gatunek roślin z rodziny bukowatych (Fagaceae Dumort.). Występuje naturalnie w południowych Chinach – na wyspie Hajnan. 

## Morfologia
PokrójZimozielone drzewo dorastające do 28 m wysokości.
LiścieBlaszka liściowa jest nieco skórzasta i ma owalny lub eliptyczny kształt. Mierzy 15–20 cm długości oraz 6–9 cm szerokości, jest całobrzega, ma klinową nasadę i ostry lub spiczasty wierzchołek. Ogonek liściowy jest owłosiony i ma 20–30 mm długości.
OwoceOrzechy o stożkowatym kształcie, dorastają do 16–17 mm średnicy. Osadzone są pojedynczo w miseczkach o niemal kulistym kształcie, które mierzą 20–30 mm średnicy. Orzechy są całkowicie otulone w miseczkach.

## Biologia i ekologia
Rośnie w wiecznie zielonych lasach. Występuje na wysokości od 500 do 1000 m n.p.m. Kwitnie od maja do sierpnia.